# St. Johannis (Gebstedt)

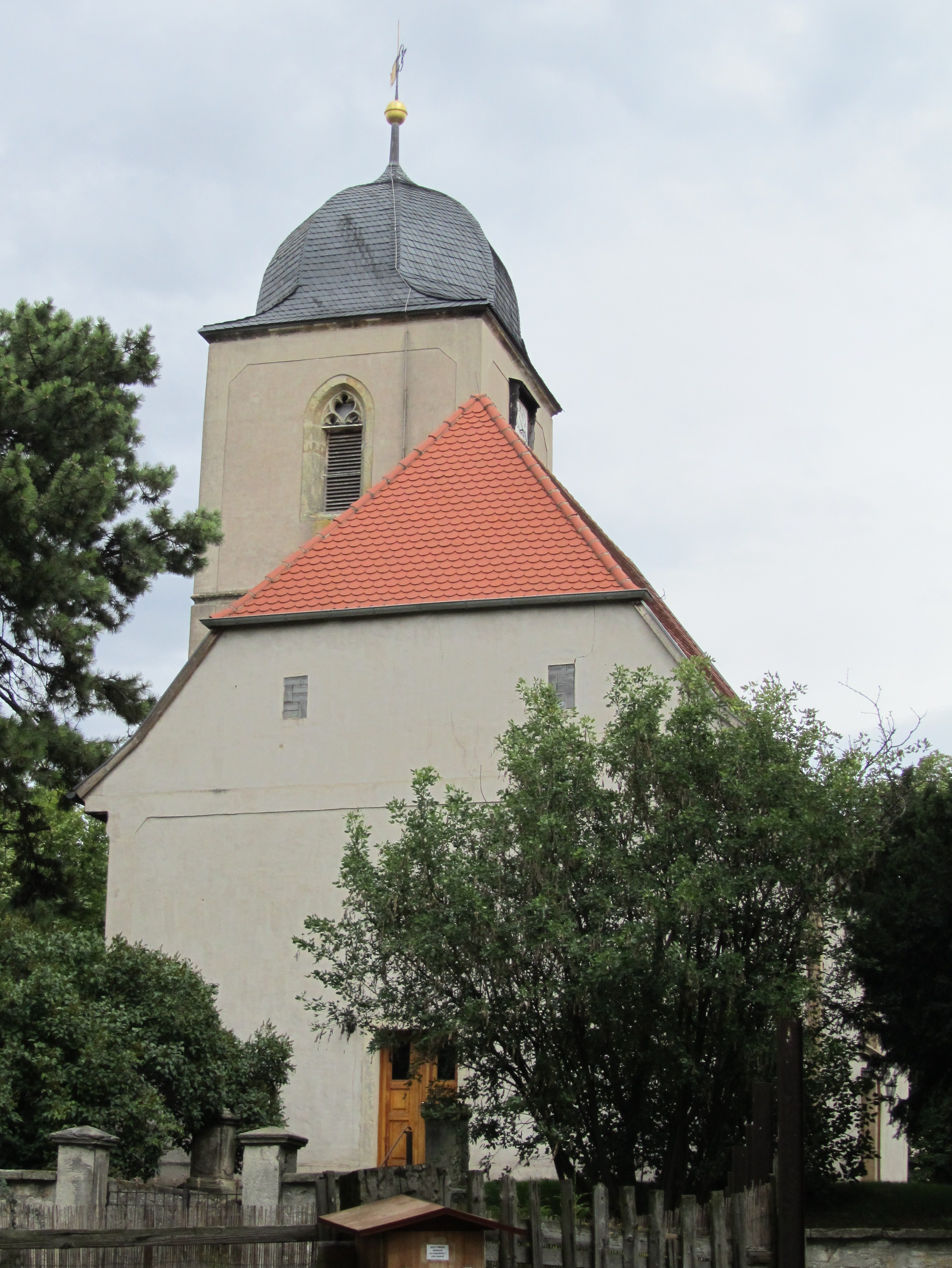
Die Kirche

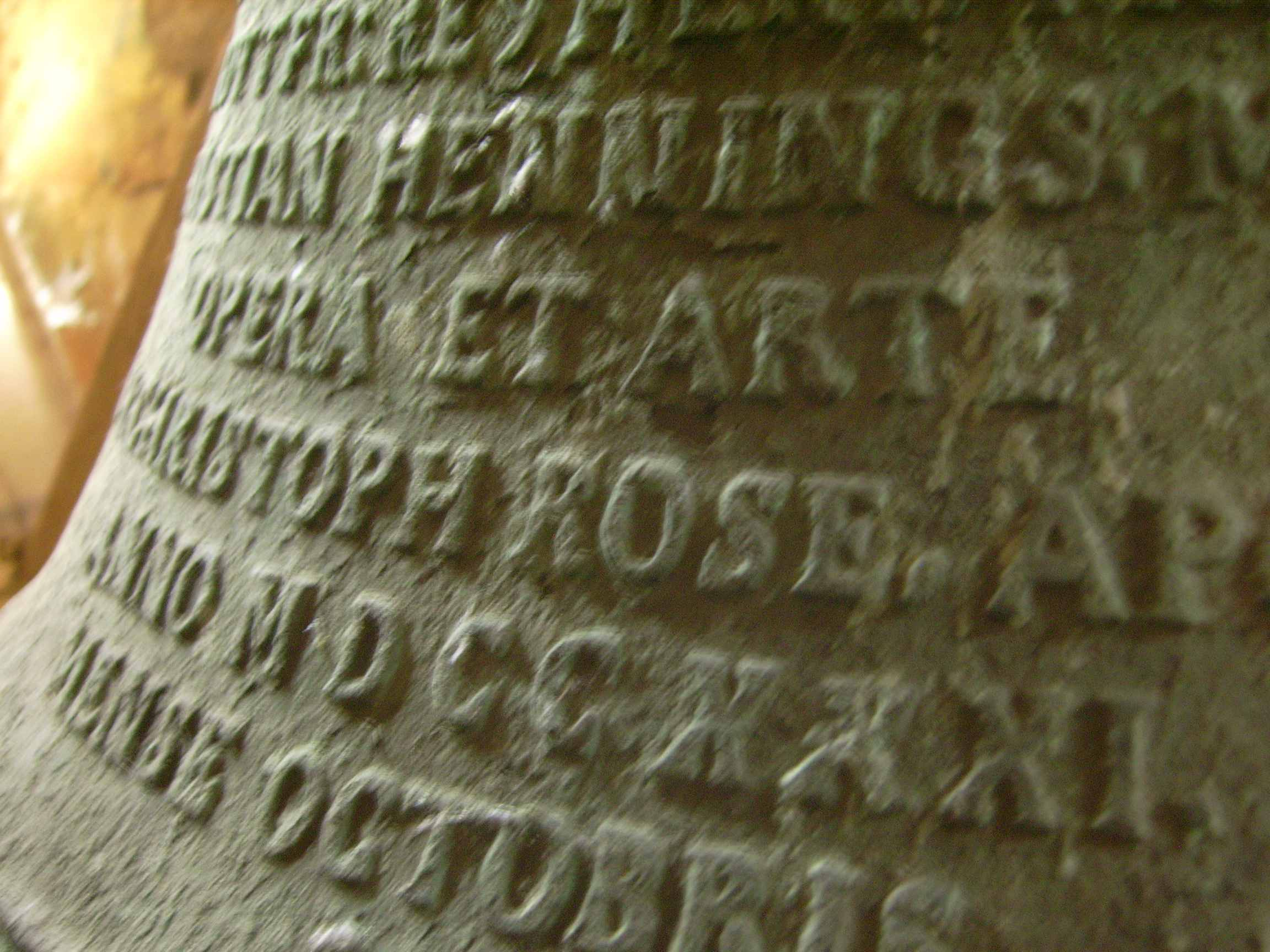
Die Rose-Glocke

Die evangelische Dorfkirche St. Johannis steht mit umfriedeten Gottesacker im Ortsteil Gebstedt der Stadt Bad Sulza im Landkreis Weimarer Land in Thüringen. Sie ist ein Kirchspiel der Kirchgemeinde Bad Sulza im Kirchenkreis Apolda-Buttstädt der Evangelischen Kirche in Mitteldeutschland.

## Beschreibung
Die Kirche ist ein einschiffiger Putzbau mit eingezogenem polygonal geschlossenen Chor und hohem nördlichen Chorflankenturm aus dem 15. Jahrhundert. Die heutigen Fenster und Türen sowie die Ausstattung sind 1810 entstanden, so die Bezeichnung an der Nordseite der Kirche. Im Chor und im Kirchturm befinden sich noch Fenster aus der Erbauungszeit. Am obersten Geschoss des Turmes sind noch Maßwerkfenster vorhanden. Die Turmhaube stammt aus dem Jahr 1839.
Innen sind an drei Seiten Emporen angebracht, an den Längsseiten sind sie zweigeschossig. Der Mittelraum ist mit einer Holztonne ausgestattet sowie einem dreiachsigen Kanzelaltar unter Verwendung älterer Teile. Der im Raum stehende Taufstein ist aus dem Jahr 1593. Ferner befindet sich dort ein Epitaph.
Auf der Empore steht eine Orgel mit 14 Registern, verteilt auf 2 Manuale und Pedal, die zwischen 1855 und 1876 von einem unbekannten Orgelbauer geschaffen wurde.
Im Turm läutet eine der wenigen überlieferten Rose-Glocken. Sie wurde 1731 von Johann Christoph Rose (Apolda) gegossen. Sie wird begleitet von einer 1959 gegossenen Eisenhartgussglocke der Firma Schilling & Lattermann (Apolda und Morgenröthe).
Gemäß Aufzeichnungen aus dem Jahr 1986 ist der untere Teil des heutigen Glockenturms der Rest eines ehemaligen Bergfrieds der sich hier ursprünglich befundenen Oberburg aus den 10. bis 12. Jahrhundert. Eine Ersterwähnung ist für 1199 verzeichnet. Die Pfarrei Gebstedt gehört zumindest nachweisbar bis ins 13. Jahrhundert zum Kloster Paulinzella. Eine Zuschreibung durch den Mainzer Erzbischof Gerhard I. von Dhaun zum Kloster ist für 1255 bekannt. Es entstand der „Mönchshof“ (später „Freihof“, heutige Hausnummer 4, eine Vogtei) und das heute nicht mehr existierende „Deutsche Haus“ nebst einem angegliederten, noch vorhandenen, Fachwerkhaus. Insofern muss bereits eine kleine Kapelle existiert haben. Im 15. Jahrhundert wurde an der besagten Stelle die erste Kirche errichtet, indem der Bergfried bis auf den noch vorhandenen Kalksteinsockel zurückgebaut und einem einfachen Satteldach versehen wurde. Ebenso wurde in nördlicher Richtung eine Nische mit Spitzbogenblende in den ehemaligen Bergfried eingelassen, in der eine Heiligenfigur gestanden haben muss. Die ehemaligen Schießscharten wurden zu Fenstern erweitert, sind aber noc hals solche erkennbar. Ferner wurde im ersten Obergeschoss des Turmes eine neue Pforte mit Spitzbogentür als Zugang zum Glockengeläut geschaffen. Der Eingang zum Untergeschoss liegt nördlich zur Apsis im Kirchenschiff. Später wurde das Dach als Spitzdach erneuert.
Durch den Untergang des Klosters Paulinzella aufgrund der Reformation im Jahr 1533, wurden dessen Besitzungen durch den Kurfürsten Johann Friedrich von Sachsen am 9. Dezember 1543 den Grafen von Schwarzburg zugesprochen. Durch Erbfolge geriet Gebstedt an die fürstliche Linie von Hessen-Homburg, welche den „Freihof“ 1582 Kammersekretarius Johann Neumayr von Ramsla (herzoglicher Rat in Weimar) überließ.
Bei einem Großbrand im Jahr 1644 fiel der Kirchturm samt Langschiff den Flammen zum Opfer. Wie auch in den umliegenden Dörfern (u. a. Mattstedt) könnte dies durch marodierende schwedische Truppen ausgelöst worden sein.
1717 erbte der fürstliche Leibarzt Dr. med. Christian Hermann Cottendorf aus Sontra den „Freihof“, der nun „Doktorhof“ genannt wurde. Nach dessen Tod 1733 fiel das Erbe zurück an das Fürstenhaus Hessen-Homburg.
Im 18. Jahrhundert (wahrscheinlich 1747) wurde, angeregt durch einen im „Freihof“ lebenden Hofbeamten „von Traxdorf“ (Nachfahre des Hofbeamten Hans Friedrich von Drachsdorf, ursprünglich „von Drechsler“), mit dem Um- und Wiederaufbau der Kirche begonnen. Das Kirchenschiff wurde dabei um das Doppelte in Richtung Westen erweitert. Warum die alte Mauerlinie, was einfacher gewesen wäre, nicht fortgeführt und verlängert wurde, ist nicht mehr nachzuvollziehen. Der nunmehr westliche Zugang ist noch vorhanden. Durch den oben genannten Einbau der Orgelempore auf der Westseite, wurde aber ein neuer Eingang in der Südwand des Langschiffes gesetzt. Die an dieser Stelle vorhandenen Langfenster wurden dafür eingekürzt. Über dem Westportal ist eine stark verwitterte Sandsteinplatte eingelassen, welche das Patronat des Fürstentums würdigt.
1782 ging der „Freihof“ an das Fürstentum Sachsen-Weimar über. Aus einer Streitakte von 1837 geht hervor, dass ein Michael Müller IV. die verfallenen Gebäude abgerissen und auf den Grundmauern der alten Vogtei wieder errichtet hat. Um eine Scheune im Westteil ergänzt, sind diese heute noch so im Kirchenensemble erhalten.